# Sean Bobbitt
Pour les articles homonymes, voir Bobbitt.
Sean Bobbitt, né le 29 novembre 1958  à Corpus Christi, au Texas, est un directeur de la photographie britannique. Il fait partie de la British Society of Cinematographers (BSC).

## Filmographie partielle
- 1999 : Wonderland
- 2007 : The Baker de Gareth Lewis (en)
- 2008 : Hunger
- 2010 : Africa United
- 2011 : Shame
- 2013 : The Place Beyond the Pines
- 2013 : Everyday
- 2013 : Twelve Years a Slave
- 2013 : Byzantium
- 2013 : Oldboy
- 2014 : Secret d’État (Kill the Messenger)
- 2015 : Rock the Kasbah de Barry Levinson
- 2017 : Stronger de David Gordon Green
- 2017 : Sur la plage de Chesil (On Chesil Beach) de Dominic Cooke
- 2018 : Les Veuves (Widows) de Steve McQueen
- 2020 : Un espion ordinaire (The Courier) de Dominic Cooke
- 2020 : Le Rythme de la vengeance (The Rhythm Section) de Reed Morano
- 2021 : Judas and the Black Messiah de Shaka King
- 2023 : The Marvels de Nia DaCosta
- 2025 : Hedda de Nia DaCosta
- 2026 : 28 Years Later: The Bone Temple de Nia DaCosta

## Palmarès
- nommé pour un prix aux British Academy Film Awards en 2004 ;
- a remporté un autre prix aux British Independent Film Awards en 2008 ;
- nommé pour un prix aux Primetime Emmy Awards en 2008 ;
- Carlo Di Palma European Cinematographer of the Year Award aux Prix du cinéma européen en 2012 ;
- Independent Spirit Awards 2014 : Meilleure photographie ;
- Oscars 2021 : nomination pour la meilleure photographie pour Judas and the Black Messiah

## Source de la traduction
- (en) Cet article est partiellement ou en totalité issu de l’article de Wikipédia en anglais intitulé « Sean Bobbitt » (voir la liste des auteurs).